# Роча, Дардо
Хуан Хосе Дардо Роча (исп. Juan José Dardo Rocha; 1 сентября 1838, Буэнос-Айрес — 6 сентября 1921, Буэнос-Айрес) — аргентинский юрист и политик. Губернатор провинции Буэнос-Айрес с 1881 по 1884 год. Основатель города Ла-Плата.

## Биография
Родился в Буэнос-Айресе. В 1863 году получил докторскую степень по юриспруденции. Через десять лет он занял место в Палате депутатов, а ещё через год и в Сенате, председателем которого он стал в 1877 году. В 1881 году он был назначен губернатором провинции Буэнос-Айрес. На этом посту он основал город Ла-Плата, которому предполагалось дать статус столицы провинции. Уйдя из парламента, и не избравшись президентом страны, он заступил на службу в Верховный суд Аргентины.